# Makúixino
Makúixino - Макушино (rus) - és una ciutat de l'óblast de Kurgan, a Rússia. Es troba al vessant est dels Urals, a 181 km a l'est de Kurgan, la capital de la província.